# Адріан (патріарх Московський)

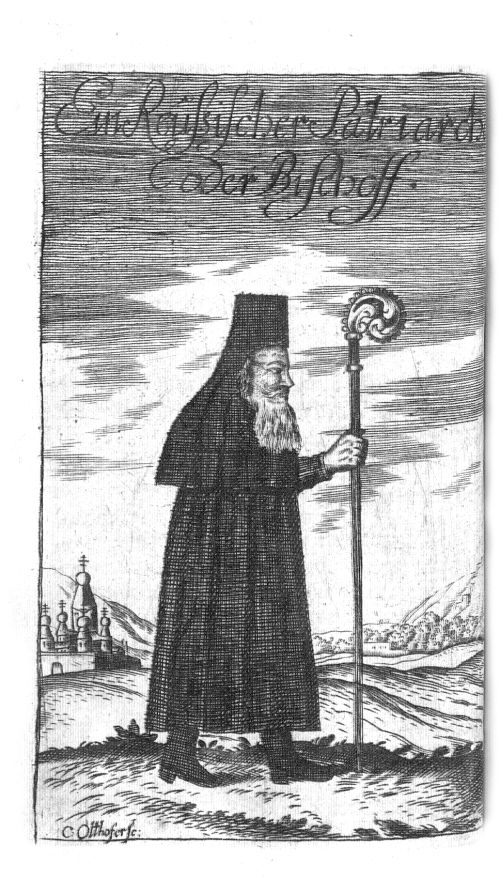
Патріарх Адріан

Патріарх Адріан (в миру Андрій; 2 жовтня 1627 — 16 жовтня 1700) — десятий і останній патріарх у першому патріаршому періоді.

## Життєпис
Будучи ще архимандритом чудовського монастиря (з 1678), Адріан зумів звернути на себе увагу патріарха Іоакима, що настановив його (1686) митрополитом Казанським і Свіяжським. В 1682 році за дорученням Іоакима їздив до царів Петра Олексійовича та Івана Олексійовича з проханням щодо прощення стрільців. В патріархи Адріан був возведений 24 серпня 1690 року.
Адріан був крайнім прихильником старовини і противником реформ Петра І. Так, наприклад, він написав різке послання проти гоління бороди. Стосунки Адріана з царем були неприязні, оскільки він був палким прихильником незалежності церкви від царської влади. Однак в деталях він був згоден йти на компроміс з царем.
Так, в даній ним 26 грудня 1697 року Рожественського (Володимирського) монастиря архимандриту Іосифу інструкції старостам попівським чи благочинним наглядачам ми бачимо піклування про церковне благочиння, про постачання усіх церков справними друкованими книгами та служебниками, про нагляд, щоби не було священиків без письмових грамот, щоби суд відправлявся не інакше, як при старостах, тощо. Ті ж прагнення спостерігаються в розпорядженні (1698), яке забороняло влаштовувати нові монастирі без указу государя.
При патріархові Адріані було два собори: один (1697) стосовно дячка Михеєва, що пропонував нові догмати відносно хрещення та інших обрядів, другий відносно (1698) диякона Петра, який твердив, що папа є істинним пастирем. В його ж патріарстві відбувалася відома боротьба двох вчень про євхаристію — братів Лихуди та Сильвестра Медведєва.

## Літературна діяльність
Патріархом Адріаном написано було декілька повчань, послань і грамот, серед котрих деякі були надруковані; з них найважливіші:
- представлена в палату для затвердження «Записка про святительські суди» (надрукована в статті Калачєва «Про значення кормчих в системі др. руського права», 1849):
- «Грамота про бороду» (надрукована Єсиповим «Розкольницькі діла», 2 т., і по приведеній у нього короткій редакції передрукована в I т. «Критико-біографічного словника» Венгерова, 1889).
- Деякі листи патріарха Адріана надруковані у виданні «Листи і папери Імператора Петра Великого».
- Біографія патріарха Адріана надрукована в «Читаннях Московського Товариства Історії і Древності» (1848).

## Патріарх Адріан і Україна
Патріарх Адріан перебував у хронічних конфліктах із Київською митрополією, яка була щойно переведена у підпорядкування Московській патріархії. Протистояння згладжувалися особистою дипломатією Гетьмана України Івана Мазепи, який був добре знайомий із Патріархом. Зокрема, патріарх Адріан видавав заборони на друкування українських духовних книжок, критикував діяльність лідерів Українського православ'я.

## Доля після смерті
Після смерті патріарха Адріана Петро І ліквідував патріарство.